# Садарак
Садарак або Седерек (азерб. Sədərək) — місто і найбільший за населенням пункт Садарацького району Нахічеванської Автономної Республіки Азербайджан.
Знаходиться на північний схід від районного центру, на Садарацькій рівнині.
Населення займається хліборобством, виноградарством і тваринництвом.
Є виноробні заводи, філія Нахічеванської швейної фабрики, дві загальноосвітні школи, початкова школа, дитячі садки, центр технічної творчості, будинок культури, клуб, бібліотека, дитяча музична школа, лікарня, санепідемстанція, телевізійний передавач та три мечеті.
Населення становить 7260 осіб.

## Етимологія
Найімовірніше назва «Седерек» походить від арабського слова Sədər (табір) з додатковим суфіксом -ək. Припускають, що місто було засноване на території колишнього військового містечка.

## Історія

### Античність
Печера Седерек, поховальні пам'ятки бронзової доби, руїни циклопічної будівлі під назвою «Div hörən» (збудована гігантом) дозволяють припустити, що ця місцевість здавна заселена людьми.
Дослідники підтвердили, що середня течія річки Аракс, а саме Седерецька рівнина, у різний час входили до складу Ванського, Мідійського, Ассирійського царств.
У ранньому середньовіччі територія перебувала під впливом Сасанідської імперії, Візантійської імперії, Арабського халіфату, а пізніше держав Атабегів, Кара-Коюнлу і Ак-Коюнлу.
У період Сефевідів Седерек входив до Чухурсадської провінції разом з нинішньою територією Нахічеванської Автономної Республіки.

### Середньовіччя
Середньовічне поселення Седерек займало значну територію на лівому березі річки Аракс, на південному сході однойменного міста сучасності. Розташований на перехресті торгових і караванних шляхів Седерек, здобув статус міста в середні віки, тут прокладено водопровід із глиняними трубами.

### З 18 століття
З початку 18 століття Седерек перебував під контролем османів. За Туркменчайським договором 1828 року Нахічеванське та Ериванське ханства разом із Седереком були приєднані до Росії.